# H. Beam Piper
Henry Beam Piper (23. března 1904 – listopad 1964, přesné datum úmrtí není známo) byl americký spisovatel vědeckofantastické literatury. Psal pod jménem „H. Beam Piper“. Některé zdroje mu přisuzují jméno Horace Beam Piper. Na jeho náhrobním kameni je jméno Henry Beam Piper. V listopadu 1964 spáchal ve Williamsportu v Pensylvánii sebevraždu, přesné datum úmrtí je tak nejasné. Tělo bylo podle různých zdrojů nalezeno mezi 9. a 11. listopadem. Poslední záznam v jeho diáři byl z 5. listopadu 1964.

## Dílo
Ve sci-fi žánru debutoval povídkou „Time and Time Again“ v roce 1947. Své příběhy propojil do volného cyklu známého jako Terro-Human Future History.

### Terro-Human Future History

#### Série Federation
- Uller Uprising (1952)
- Four-Day Planet (1961)
- The Cosmic Computer (1963, původně Junkyard Planet)
- Space Viking (1963)
- Federation (1981) – soubor
- Empire (1981) – soubor

#### Série Fuzzy
- Little Fuzzy (1962) – první díl románové trilogie, v níž dosazený prospektor nalezne na nově kolonizované planetě milá stvoření známá jako „Fuzzies“. Jejich existenci ohrožuje těžařská společnost chystající se k dolování nerostného bohatství planety.[1]
- Fuzzy Sapiens (1964, původně The Other Human Race)
- Fuzzies and Other People (1984)

#### Série Paratime
- Paratime (1981) – sbírka povídek
- The Complete Paratime (2001)
- Lord Kalvan of Otherwhen (1965, přetištěno 1984)

### Další romány
- Murder in the Gunroom (1953) – non sci-fi, spíše detektivní příběh
- Crisis In 2140 (1957) – společně s Johnem J. McGuirem
- Lone Star Planet (1958, původně A Planet for Texans)

### Povídky
- „Dearest“ (1951)
- „The Edge of the Knife“ (1957)
- „Flight From Tomorrow“ (1950)
- „Genesis“ (1951)
- „Graveyard of Dreams“ (1958)

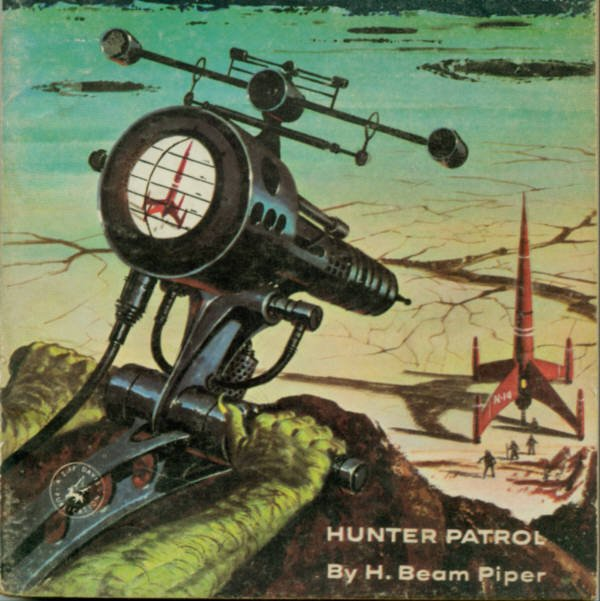
Obal povídky „Hunter Patrol“

- „He Walked Around the Horses“ (1948)
- „Hunter Patrol“ (1959) – společně s Johnem J. McGuirem
- „The Keeper“ (1957)
- „Last Enemy“ (1950)
- „The Mercenaries“ (1950)
- „Ministry of Disturbance“ (1958) – společně s Johnem J. McGuirem
- „Naudsonce“ (1962)
- „Oomphel in the Sky“ (1960)
- „Operation R.S.V.P.“ (1951)
- „Police Operation“ (1948)
- „Rebel Raider“ (1950)
- „Rébus“ (anglicky „Omnilingual“, 1957)
- „The Return“ (1954) – společně s Johnem J. McGuirem
- „The Return“ (1960) – společně s Johnem J. McGuirem, rozšířená verze originálu
- „A Slave is a Slave“ (1962)
- „Temple Trouble“ (1951)
- „Time and Time Again“ (1947) – první autorova sci-fi povídka, vyšla v časopise Astounding Science Fiction [1]
- „Time Crime“ (1955)
- „When in the Course —“ (1981)